# Moggridgea terrestris
Moggridgea terrestris är en spindelart som beskrevs av Hewitt 1914. Moggridgea terrestris ingår i släktet Moggridgea och familjen Migidae. Inga underarter finns listade i Catalogue of Life.